# Mikoła Szczors
Mikoła Szczors, biał. Мiкола Шчорс (ur. 9 lipca 1913 r. w Nowym Świerżniu, zm. 22 grudnia 1995 r.) – białoruski działacz studencki, narodowy, społeczny i lekarski
Ukończył gimnazjum w Stołpcach, zaś w 1938 r. studia medyczne na uniwersytecie w Wilnie. W latach 1935–1937 był przewodniczącym Białoruskiego Związku Studenckiego. Redagował też pismo "Maładaja Białoruś". Reprezentował poglądy chadeckie. Pracował jako lekarz w Wilnie. Po upadku Polski jesienią 1939 r., na przełomie 1939/1940 r. wszedł w skład kierownictwa Komitetu Białoruskiego w okupowanej Warszawie. 19 czerwca 1941 r. stanął na czele nowo utworzonego Białoruskiego Centrum Narodowego w Berlinie. Kiedy po ataku wojsk niemieckich na ZSRR 22 czerwca tego roku okazało się, że Niemcy nie zamierzają odbudować niepodległego państwa białoruskiego, powrócił do Warszawy, kontynuując działalność w Komitecie Białoruskim. Latem 1944 r. ewakuował się do Niemiec. Po zakończeniu wojny wyemigrował do USA, gdzie działał w szeregu emigracyjnych organizacji białoruskich. Od 1950 r. przewodniczył Zjednoczonemu Białorusko-Amerykańskiemu Komitetowi Pomocy, od 1951 r. Białoruskiemu Komitetowi Kongresowemu Ameryki, zaś od 1958 r. Związkowi Białorusko-Amerykańskiemu. Ponadto pełnił funkcję wiceprezydenta Amerykańskiego Stowarzyszenia Chirurgów.